# Nóvita
Nóvita est une municipalité située dans le département de Chocó, en Colombie.